# Bob Lilly
Robert Lewis Lilly (* 26. Juli 1939 in Throckmorton, Texas, USA) ist ein US-amerikanischer ehemaliger American-Football-Spieler. Er spielte auf der Position des Defensive Tackles in der National Football League (NFL) bei den Dallas Cowboys.

## Jugend/College
Lilly wurde in Texas geboren, seine Eltern zogen aber mit ihm zunächst nach Portland, Oregon, wo er an einer High School mit Football- und Basketballspielen anfing. Lilly kehrte nach Texas zurück, erhielt ein Stipendium und spielte bei den TCU Horned Frogs College Football an der Texas Christian University in Fort Worth, Texas. Mit Lilly im Team entwickelten sich die Horned Frogs zu einer der besten Defensivmannschaften der damaligen Zeit. 1958 gelangen den gegnerischen Mannschaft im Schnitt lediglich acht Punkte pro Spiel gegen die Mannschaft aus Fort Worth. Der Einzug in den Cotton Bowl war die Folge – das Spiel endete allerdings unentschieden. 1959 ließen die Horned Frogs nur insgesamt 75 Punkte in der Saison zu, sie verloren aber im Bluebonnet Bowl. 1960 verlief für die Mannschaft aus Texas durchwachsen, ein Bowl-Spiel wurde nicht erreicht. Lilly bekam jedoch herausragende Kritiken, er wurde Auswahlspieler im Collegefootball, seiner Profikarriere stand nichts mehr im Wege.

## Profikarriere
Lilly, Nickname Mister Cowboy oder Mister Defense, wurde in der NFL Draft 1961 in der 1. Runde an der 13. Stelle durch die Dallas Cowboys gewählt – einer Mannschaft, die ein Jahr zuvor in die NFL aufgenommen worden war. 1960 wurde Tom Landry der erste Coach dieser Mannschaft. Mit Lilly in der Abwehr, wobei er zuerst als Defensive End spielte und im Laufe der Saison 1961 von Landry auf die Position des Tackle gestellt wurde, sollten sich die Cowboys zu einem Spitzenteam der Liga entwickeln. Nachdem sie 1967 noch im Ice Bowl im NFC Championship Game an den Green Bay Packers knapp gescheitert waren, konnten sie 1970 und 1971 das NFC-Meisterschaftsspiel jeweils gewinnen und in den Super Bowl einziehen. Im Super Bowl V traten die Cowboys gegen die Baltimore Colts an und verloren knapp mit 16:13. Ein Jahr darauf, im Super Bowl VI, spielten sie gegen die Miami Dolphins und gewannen mit 24:3.
Lilly war ein äußerst schneller Spieler, was im Angesicht seines Gewichts von 118 kg erstaunlich war. Er wurde verstärkt dazu eingesetzt den gegnerischen Quarterback zu attackieren, was ihm immer wieder mit Bravour gelang. Aufgrund seiner Beweglichkeit konnte er vier Touchdowns während seiner Laufbahn erzielen. Er hatte jeweils nach gegnerischen Ballverlusten den Spielball sichern und in die Endzone des Gegners zurück tragen können. Lilly war nicht nur hart gegen seine Gegenspieler. Während seiner 14 Jahre andauernden Karriere konnte er nur einmal aufgrund einer Verletzung nicht antreten. In der Regular Season lief Lilly insgesamt 196 mal für die Cowboys auf. Er spielte als Profi nie für eine andere Mannschaft.

## Ehrungen
Lilly spielte in elf Pro Bowls. Er wurde zehnmal zum All-Pro gewählt. Er ist Mitglied der College Football Hall of Fame, der Pro Football Hall of Fame, der Texas Sports Hall of Fame, des National Football League 75th Anniversary All-Time Team, des NFL 1960s All-Decade Team, des NFL 1970s All-Decade Team und wird auf dem Dallas Cowboys Ring of Honor geehrt. Die amerikanische Presse wählte ihn im Jahr 1999 zu einem der besten 100 Footballspieler aller Zeiten.

## Nach der Karriere
Lilly war bereits während seiner Spielerlaufbahn ein passionierter Hobbyfotograf. Dieser Tätigkeit geht er noch heute in Texas beruflich nach.

## Quelle
- Jens Plassmann: NFL – American Football. Das Spiel, die Stars, die Stories. Rowohlt, Reinbek bei Hamburg 1995, ISBN 3-499-19445-7.